# Kovářova rokle

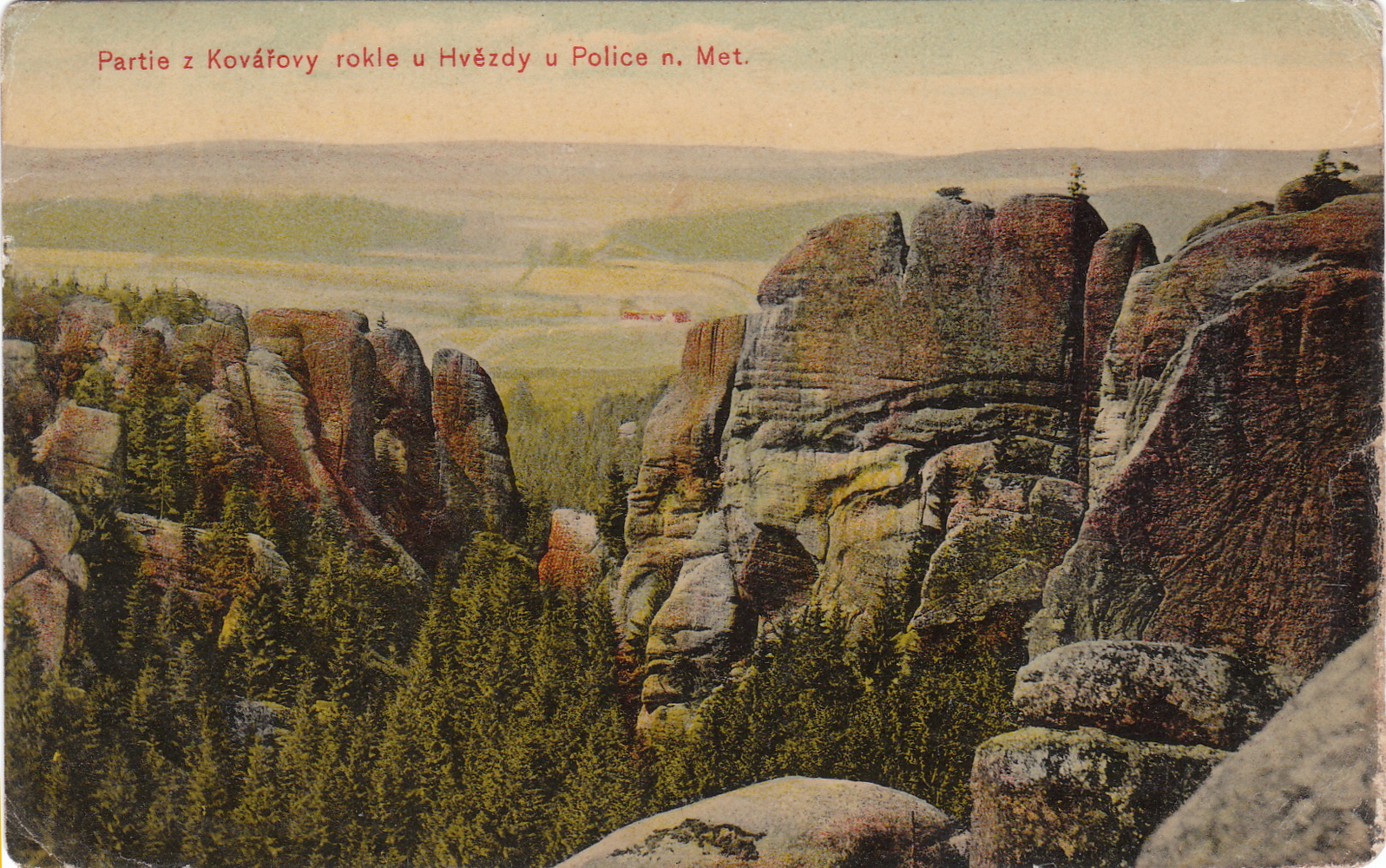
Partie z Kovářovy rokle (dobová pohlednice, před 1915)

Kovářova rokle je jeden ze skalních kaňonů na jihozápadní straně Polických stěn, dlouhý asi 1 km a hluboký přes 60 metrů. Nalézá se v katastrálním území Suchý Důl. Kaňonem protéká Hlavňovský potok, který místy mizí v suťových jeskyních až 10 metrů pod dnem kaňonu. V rokli je několik jeskyní, z nich některé jsou přístupné (Kovárna, Myší díra, Mariánská jeskyně).
Roklí vede červená turistická značka od Supího hnízda do obce Hlavňov.
Nad roklí se nalézá vyhlídka Skalní divadlo.